# 纯悦
纯悦是可口可乐公司旗下的瓶装水品牌，起初是冰露的子品牌，而后从冰露分拆，现除其瓶装水外，另外还有纯悦果水等饮品。